# Верхній Рейн (Франція)
Верхній Рейн (фр. Haut-Rhin) — департамент на сході Франції, один з департаментів регіону Гранд-Ест.
Порядковий номер 68. Адміністративний центр — Кольмар. Населення 708 тис. чоловік (29-е місце серед департаментів, дані 1999 р.).

## Географія
Площа території 3 525 км². Через департамент протікає річка Рейн.
Департамент включає 2 округи, 54 кантони і 293 комуни.

## Історія
Верхній Рейн — один з перших 83 департаментів, створених 4 березня 1790 р. Знаходиться на території колишньої провінції Ельзас.
У 1798, увійшов у склад Мульхауз, колись вільне місто, і останній Швейцарський анклав на півночі;
У 1871, анексія Німеччиною (Франкфуртський Договір). Французька частина, що залишилася, сформувала територію де Бельфорту.
У 1919, повернений до Франції (Версальській Договір) .
1940, анексований Нацистською Німеччиною.
1944, його захопила Франція.

## Склад
Департамент включає в себе 4 округів:
| Округ             | Площа, км² | Населення, осіб | Рік  | Адміністративний центр | Кількість кантонів | Кількість муніципалітетів |
| ----------------- | ---------- | --------------- | ---- | ---------------------- | ------------------ | ------------------------- |
| Альткірш          | 655,45     | 61242           | 1999 | Альткірш               | 4                  | 111                       |
| Кольмар-Рибовілле | 665,59     | 139255          | 1999 | Кольмар                | 6                  | 62                        |
| Мюлуз             | 633,54     | 304295          | 1999 | Мюлуз                  | 9                  | 73                        |
| Танн-Гебвіллер    | 524,87     | 77608           | 1999 | Танн                   | 4                  | 52                        |

## Населені пункти
Найбільші населені пункти округу з населенням понад 10 тисяч осіб:
| Муніципалітет | Населення, осіб | Рік  | Округ     |
| ------------- | --------------- | ---- | --------- |
| Мюлуз         | 111393          | 2007 | Мюлуз     |
| Кольмар       | 67163           | 2006 | Кольмар   |
| Сен-Луї       | 20382           | 2007 | Мюлуз     |
| Ільзак        | 14889           | 2007 | Мюлуз     |
| Віттенайм     | 14451           | 2007 | Мюлуз     |
| Кенгерсайм    | 13159           | 2007 | Мюлуз     |
| Риксайм       | 13103           | 2007 | Мюлуз     |
| Ридісайм      | 12092           | 2007 | Мюлуз     |
| Гебвіллер     | 11500           | 2005 | Гебвіллер |
| Серне         | 11366           | 2010 | Танн      |
| Віттельсайм   | 10708           | 2006 | Танн      |